# Gang James-Younger
Pour les articles homonymes, voir James Gang (homonymie).

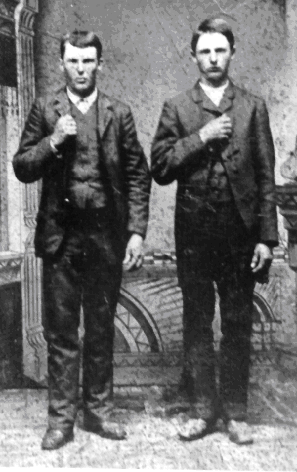
Jesse et Frank James.

Le gang James-Younger est une des plus célèbres bandes de hors-la-loi américains, ayant sévi au Missouri et dans les États voisins pendant plus de quinze ans. Composé des deux frères James (Frank et Jesse), des trois frères Younger (dont Cole) et de leurs amis, il était mené par Jesse James, dont la légende a fait une figure mythique à travers les États-Unis.

## Genèse
Les James et les Younger ont grandi dans le comté de Clay, dans le Missouri, un comté bordant la frontière du Kansas. En 1854, la loi Kansas-Nebraska a fait de ce territoire un État abolitionniste alors que le Missouri est esclavagiste. La frontière du Kansas et du Missouri vit, bien avant la guerre de Sécession, dans un état de quasi-guerre civile. Les fermes des environs subissent les coups de main de bandits venant de l'État voisin. C'est ainsi que les deux familles apprennent à haïr les Yankees nordistes.
Lorsque la guerre de Sécession débute, en 1861, Frank James, 18 ans, s'engage dans le corps sudiste des Missouri State Guards, dont le commandant est Sterling Price. Le 10 août, il participe à la bataille de Wilson's Creek qui se traduit par une victoire confédérée. En permission chez lui, il se vante tellement de ses exploits qu'un groupe de Fédéraux de Liberty, une ville voisine, vient l'arrêter. Il parvient à s'évader et part rejoindre les francs-tireurs de William Quantrill, un véritable groupe de tueurs qui sèment la terreur dans les petites villes et les campagnes du Kansas. Parmi les membres du gang Quantrill, se trouvent déjà Cole et Jim Younger.
En août 1863, Frank James et les deux frères Younger participent au massacre de Lawrence, perpétré par Quantrill, qui fait plus de 140 morts. À la suite de cette tuerie, le général Thomas Ewing publie l'Ordre no 11, obligeant les fermiers vivant dans les quatre comtés du Missouri bordant le Kansas à abandonner leurs terres. Les parents de James doivent s'établir au Nebraska. Les soldats qui les ont forcés à évacuer leurs terres ont battu sévèrement le frère de Frank, Jesse, qui s'en est tiré par miracle. Jesse parvient à rejoindre son frère qui a joint la bande d'un autre criminel notoire, William T. Anderson.
Lorsque Anderson décide de se rendre aux troupes de l'Union, les James-Younger repartent rejoindre Quantrill, réfugié dans le Kentucky. En mai 1865, Jesse James est blessé par des soldats nordistes, près de Louisville, alors qu'il avait l'intention de se rendre. La fin de la guerre n'éteint pas la haine tenace que les James et les Younger vouent aux Nordistes.

## Formation du gang
À la fin de la guerre, le gouvernement américain vote l'amnistie pour tous les soldats sudistes sauf s'ils ont été déclarés hors-la-loi, ce qui est le cas des hommes de Quantrill. Recherchés et traqués, les James et les Younger doivent se cacher pendant des mois, ce qui est relativement facile puisque les fermiers du comté de Clay, revenus sur leurs terres, s'empressent d'aider tous ceux qui ont lutté contre les Nordistes.
C'est probablement à cette époque que Jesse James décide de se former un gang pour continuer un combat qu'il n'estime pas terminé. Plus tard, il donnera à ses attaques de banques un sens patriotique qui le rendra sympathique aux fermiers sudistes.
La plupart des membres de son gang ont fait leurs armes avec le gang Quantrill : Frank James, Cole, Jim et Bob Younger, Clel et Ed Miller, Wood et Clarence Hite, Bill Ryan, Andy McGuire, Charlie Pitts, Archie Clements, George Sheperd. Le 13 février 1866, ils attaquent la banque de Liberty et repartent avec 60 000 dollars. Quelques mois plus tard, ils récidivent à Lexington où ils raflent 2 000 dollars.
Le 22 mai 1867, l'attaque de la banque de Richmond, Missouri, tourne mal. Des citoyens tentent de se défendre. Aucun bandit n'est blessé mais trois habitants trouvent la mort. Plusieurs des bandits ont été reconnus et un avis de recherche est lancé. Capturé, Andy McGuire est pendu sans jugement.
Le 20 mars 1868, le gang s'en prend à la banque de Russellville, Kentucky, et repart avec un butin de 1 450 dollars. De nouveau, des citoyens défendent leur banque sans résultat. Quelques jours plus tard, on réussit à mettre la main sur George Sheperd, condamné à 25 ans de prison.
Le 7 décembre 1869, l'attaque de la banque de Gallatin ne rapporte que 500 dollars. Jesse James, qui a tué le caissier, est désarçonné lorsqu'il tente de fuir mais réussit à se sauver sur la même monture que son frère. Le cheval capturé permet cependant d'identifier son propriétaire. Les James réussissent à fuir la ferme avant d'être interceptés.

## 1870-1874
On ne sait trop où les James habitent durant ces années mais on sait qu'ils engagent de nouvelles recrues, comme Jim Cummins et Dick Liddell. En 1871, ils dévalisent la banque de Corydon, dans l'Iowa, qui leur rapporte 45 000 dollars. Un an plus tard, ils volent 600 dollars à la banque de Columbia, Kentucky. Le 21 juillet 1873, ils s'attaquent à leur premier train à Adair, près de Council Bluffs dans l'Iowa, lorsqu'ils s'en prennent au Chicago, Rock Island and Pacific Railroad. Le raid ne leur rapporte cependant que 2 000 dollars. Le 31 janvier 1874, ils récidivent sur l'Iron Mountain Little Rock Express à la petite gare de Gad's Hill, Missouri. Cette fois, le butin est de 22 000 dollars.
Le 12 décembre, ils attaquent un troisième train, le Kansas Pacific, à Muncie, Kansas. Ils se sauvent avec un magot de 60 000 dollars.

## Les gaffes de l'agence Pinkerton
Les politiciens du Missouri commencent à s'inquiéter de ce gang, qui s'attaque impunément aux banques et aux trains des États du Centre-Ouest depuis plus de huit ans, et décident d'engager la célèbre agence de détectives Pinkerton pour les capturer.
Si, jusqu'à maintenant, les agents Pinkerton disposaient d'un dossier sans tache, ils vont s'y prendre de façon très maladroite dans l'affaire James-Younger. En mars 1874, deux des leurs tombent sur Jim et John Younger, le plus jeune des frères Younger qui a à peine 16 ans. Un affrontement s'ensuit : les deux agents Pinkerton sont tués mais l'un d'eux a abattu John, qui n'était pas un membre de la bande.
Le 26 janvier 1875, les Pinkerton ont vent que les James sont en visite à leur ferme. Ils décident de l'investir de nuit et lancent une bombe dans la maison. Elle explose, arrachant un bras à leur mère et tuant leur frère Archie, un enfant de huit ans. Or, ni Frank, ni Jesse ne sont présents.
Quelques jours plus tard, les James capturent un agent Pinkerton. On retrouve son cadavre le lendemain à demi mangé par les cochons.
D'autre politiciens plus conciliants songent à amnistier le gang. En 1875, la législature du Missouri vote le Outlaw Amnesty Bill mais le tribunal déclare la loi inconstitutionnelle quelque temps plus tard.
Pour se refaire la main, les James-Younger attaquent le Missouri Pacific à Otterville, Missouri, repartant avec la jolie somme de 75 000 dollars. Mais c'est déjà pour eux le début de la fin.

## Northfield, Minnesota

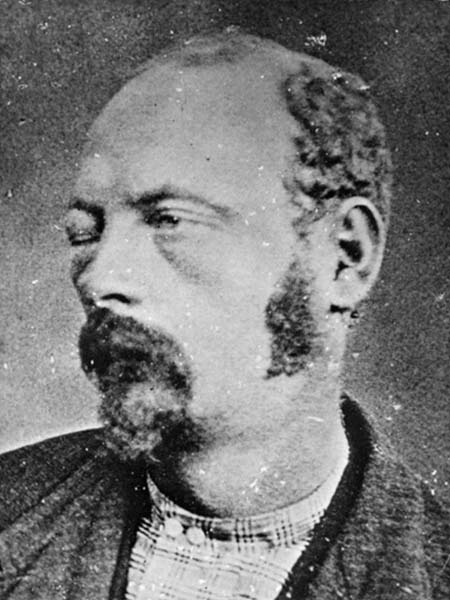
Cole Younger peu après sa capture en 1876.

C'est à cette époque que Jesse fait entrer Bill Chadwell dans son gang. Natif du Minnesota, Chadwell lui parle des richesses de son État, ce qui lui donne l'idée d'y attaquer une banque. À l'été 1876, ils sont huit à partir pour le Minnesota : les deux frères James, les trois frères Younger, Bill Chadwell, Clel Miller et Charlie Pitts. Le 7 septembre, ils attaquent la banque de Northfield, raid qui est un véritable échec. Les habitants de l'endroit se défendent, cette fois efficacement. Le gang réussit à fuir mais Miller et Chadwell sont tués pendant l'attaque et la plupart des autres sont blessés, certains assez gravement.
Ils se cachent dans les bois pendant un certain temps, puis le groupe se scinde en deux. Les James se séparent des autres et se dirigent vers l'ouest, pendant que les autres, trop blessés pour continuer, se reposent. Le 21 septembre, ils tombent dans une embuscade. Charlie Pitts est tué pendant le combat ; les trois Younger sont capturés.

## 1876-1880
Par étapes forcées, les frères James réussissent à passer la frontière du Dakota du Sud, le 17 octobre, puis ne donneront plus signe de vie pendant trois ans. Ils s'installent quelque temps à Nashville, Tennessee, où leurs femmes viennent les rejoindre. Ils y vivent du butin accumulé depuis des années et deviennent de respectables fermiers sous les noms de Howard (Jesse) et Woodson (Frank).
Des anciens du gang, Bill Ryan et Dick Liddill, viennent bientôt les rejoindre et le naturel reprend vite le dessus. À la fin de 1879, ils sont de retour au Missouri et, le 7 octobre, attaquent un train à Glendale, raflant 35 000 dollars. En plus de Liddill, Ryan et les frères Hite, ils ont engagé Tucker Basham, et Ed Miller, le frère de Clel. En 1880, ils dévalisent deux diligences dans le Tennessee.

## La fin du gang

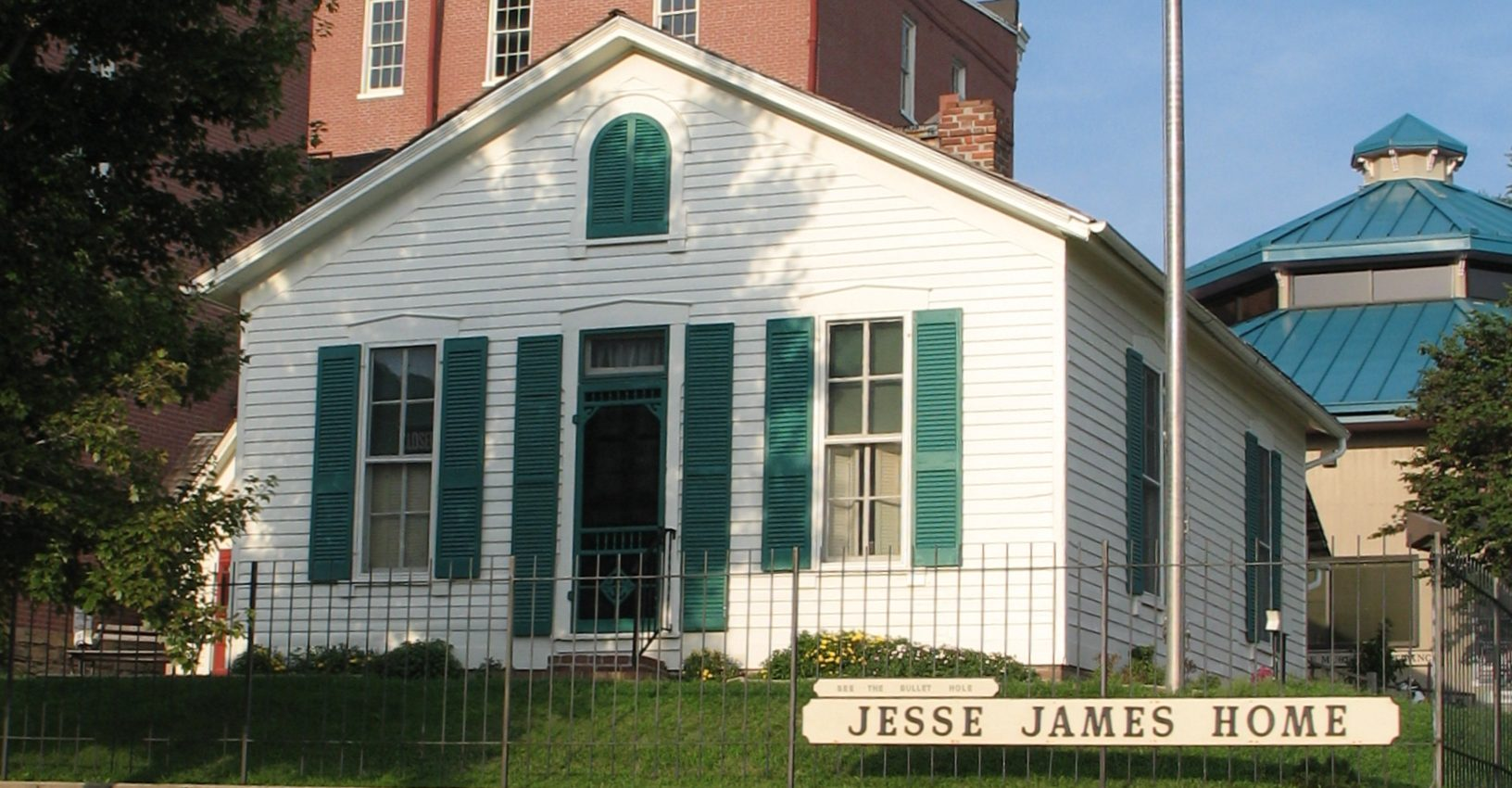
Résidence de Jesse James à Saint-Joseph, Missouri, où il fut abattu en 1882.

Les temps deviennent cependant beaucoup plus durs pour les frères James. La guerre est maintenant éloignée dans le temps et ils ne bénéficient plus de la même sympathie de la population qu'auparavant. De plus, Thomas Crittenden, gouverneur du Missouri, offre une prime de 10 000 dollars à celui qui capturera l'un d'entre eux, ce qui en tente plus d'un.
Au début de 1881, les autorités mettent la main sur Bill Ryan et Tucker Basham. Ryan ne parle pas mais Basham déballe tout, des noms d'emprunt des James à leurs méfaits au Tennessee.
Pour les remplacer, les James engagent Charlie et Bob Ford, les beaux-frères de Dick Liddill. Le 15 juillet, l'attaque du Chicago, Rock Island and Pacific Railroad, à Gallatin, ne leur rapporte que 600 dollars. Le 7 août, l'attaque d'un nouveau train, à Blue Cut, ne leur donne que 1 500 dollars. Ed Miller, qui annonce ouvertement son intention de quitter le gang, est tué par Jesse. Tom Hite est abattu par Dick Liddill au cours d'une bagarre, et celui-ci s'empresse de se rendre aux autorités, leur déclarant être prêt à témoigner contre les frères James lors d'un éventuel procès. Au début de 1882, Clarence Hite est arrêté à son tour.
Au printemps 1882, le gang n'est plus composé que des frères James et des frères Ford. Ceux-ci ont déjà contacté Crittenden pour avoir la confirmation qu'ils recevront bien 10 000 dollars s'ils mettent la main sur Jesse James. Après une réponse affirmative, ils se rendent chez Jesse James dans sa demeure de Saint-Joseph, Missouri, et l'abattent par derrière le 3 avril 1882, alors qu'il était en train de remettre un cadre en place.
Lorsque Frank James se rend aux autorités après quelques négociations, le 2 octobre 1882, c'est la fin officielle du gang James.

## Ce qu'ils sont devenus
Malgré les promesses du gouverneur Crittenden, les frères Ford ne reçoivent que des miettes sur les 10 000 dollars promis. Charlie Ford se suicide en 1884, peut-être rongé par le remords. Robert Ford déménage au Colorado où il exploite plusieurs saloons avant d'être abattu, le 8 juin 1892, par Edward O'Kelley un admirateur de Jesse James.
Clarence Hite est condamné à 25 ans de prison et meurt peu de temps après de la tuberculose. Bill Ryan, jugé à Independence, écope également de 25 ans. Tucker Basham est acquitté après avoir témoigné au procès de Ryan, de même que Dick Liddill qui, lui, a témoigné à celui de Frank James.
Au Minnesota, les frères Younger ont aussi été condamnés à 25 ans de prison, qu'ils purgent dans un pénitencier de l'État. Bob Younger meurt de la tuberculose pendant sa détention, le 16 septembre 1889. Ses deux frères sortent de prison en 1902 mais Jim Younger, incapable de s'adapter, se suicide le 19 octobre de la même année. Cole Younger devient prédicateur et s'éteint le 21 mars 1916.
Malgré des charges accablantes et le témoignage de Liddill, Frank James est acquitté. Il devient vendeur de chaussures puis concierge au Standard Theatre de Saint-Louis, Missouri. Il est garde du corps du président Theodore Roosevelt, pendant son mandat. Vers 1910, il participe avec Cole Younger à une parade foraine sur l'Ouest américain ayant pour titre Hell on the Border. Il meurt le 18 février 1915.

## Le gang à l'écran
- Le Brigand bien-aimé (Jesse James) (Henry King, 1939)
- Le Retour de Frank James (Fritz Lang, 1940)
- Jesse James, le brigand bien-aimé (The true Story of Jesse James) (Nicholas Ray, 1957)
- La Légende de Jesse James (The great Northfield Minnesota Raid) (Philip Kaufman, 1972)
- Le Gang des frères James (The long Riders) (Walter Hill, 1980)
- American Outlaws (Les Mayfield 2001)
- L'Assassinat de Jesse James par le lâche Robert Ford (The Assassination of Jesse James by the Coward Robert Ford) (Andrew Dominyk, 2007)

La Petite Maison Dans La Prairie Episode "Une descision difficile" Ils prennent la jeune Mary Ingalls en otage afin d'echapper aux chasseurs de primes

## Sources
- Roger Jean Ségalat, Jesse James, Éditions La Courtille, 1974.
- (en) T. J. Stiles, Jesse James, Last Rebel of the Civil War, Random House, 2002.
- Patrick Brion, Le Western, Editions La Martinière, 1992.